# Lingua yoke
La lingua yoke è una lingua parlata nella Papua Indonesiana, da circa 200 persone nel villaggio omonimo. Il suo codice ISO 639-3 è yki. Questa lingua è morfologicamente simile alla lingua Warembori